# Крісенко Віктор Іванович
Крісенко Віктор Іванович (рос. Крисенко Виктор Иванович; 5 грудня 1931, Миколаєв — 28 вересня 2014) — український господарський та громадський діяч, почесний громадянин міста Миколаїв.

## Біографія
У 1956 році закінчив Миколаївський кораблебудівний інститут імені адмірала Макарова за фахом судові парові двигуни та установки, за розподілом направлений в НВО «Машпроект» (ДП НВКГ «Зоря»-«Машпроект»), де пройшов шлях від інженера-конструктора до провідного інженера-конструктора, керівника конструкторського бюро. За період роботи в конструкторському бюро зробив вагомий внесок у становлення та вдосконалення промислового газотурбінобудування, запатентував багато раціоналізаторських пропозицій, одержав від Державного Комітету СРСР по справах винаходів і відкриттів авторські свідоцтва. Розробка газотурбінних двигунів Д-2, Д-3, над створенням яких він працював на посаді головного конструктора проекту, не мала аналогів в світовій практиці, ця розробка була відзначена Ленінською премією. За плідну працю неодноразово нагороджувався почесними грамотами підприємства, Міністерства, відзначений знаком «Винахідник СРСР».
Депутат 3-х скликань Миколаївської міської ради: 22, 23, 24, брав активну участь у розвитку системи місцевого самоврядування, входив до депутатської комісії з питань регулювання земельних відносин, архітектури та будівництва. Багато зусиль направляв на вирішення проблем мікрорайону Широка Балка. За його особистою допомогою була завершена газифікація мікрорайону, телефонізація, поліпшено водопостачання та водовідведення в районі підтоплення. Був головою правління АТ «Продсільмаш».
Звання «Почесний громадянин м. Миколаєва» було надано рішенням Миколаївської міської ради від 14 вересня 2005 року № 36/1.